# Lejeunea baccifera
Lejeunea baccifera là một loài Rêu trong họ Lejeuneaceae. Loài này được (Taylor) Stephani mô tả khoa học đầu tiên năm 1890.